# Zierzsee
Der Zierzsee liegt in der Mecklenburgischen Seenplatte und gehört zum Neustrelitzer Kleinseenland. Er ist etwa 7 Kilometer westlich von Neustrelitz entfernt und befindet sich im Müritz-Nationalpark.
Die Größe des apfelförmigen Sees beträgt in der Länge etwa 630 Meter und in der Breite zirka 540 Meter. Das Ufer ist bewaldet und das Anlegen ist hier verboten. Auf dem See gibt es eine vorgeschriebene Fahrtroute. Das Überqueren mit dem Boot ist hier nur entlang der grünen Betonnung gestattet. Das Befahren mit motorisierten Booten ist auf dem See verboten. Der Zufluss in den Zierzsee befindet sich an der südwestlichen Seite und kommt vom Görtowsee über die Havel.  Der Abfluss befindet sich an der nordöstlichen Seite und fließt direkt in den Useriner See.
Der See wurde erstmals 1358 („Hauelwater … Sicic“) schriftlich erwähnt. Der Name leitet sich von dem slawischen Personennamen *Sirich ab.